# Jody Campbell
Jody Campbell, właśc. Jodocus David Campbell (ur. 4 marca 1958 w Bellflower) – amerykański piłkarz wodny.
Zdobywca srebrnych medali igrzysk olimpijskich w 1984 w Los Angeles i igrzysk olimpijskich w 1988 w Seulu. Złoty medalista  igrzysk panamerykańskich w 1983 w Caracas i w 1987 w Indianapolis oraz uniwersjady w 1979 w Meksyku. 